# Gli amanti di Toledo
Gli amanti di Toledo (Les amants de Tolède) è un film del 1953 diretto da Henri Decoin e Fernando Palacios, tratto da Le Coffre et le Révenant di Stendhal.

## Trama
Nella Spagna del 1825, durante il cosiddetto “decennio nefasto” seguito al “triennio liberale” 1820-1823, don Blas (Pedro Armendariz) è il capo della polizia di Toledo; uomo arrogante e crudele, si invaghisce di Ines (la splendida Alida Valli), legata, invece, al rivoluzionario Fernando (Gerard Landry), e col ricatto, promettendole la libertà dell’amante, la costringe a sposarlo. Ines, per amore di Fernando, accetta le condizioni impostele, ma, avvenute le nozze e la conseguente liberazione del prigioniero, dopo qualche tempo si incontra nuovamente con Fernando, e con lui inizia a progettare la fuga. Don Blas scopre che la moglie sta per fuggire col rivale, e, in un finale drammatico, pugnala Ines e ingaggia con Fernando un duello all'ultimo sangue.